# Adamo Antonacci

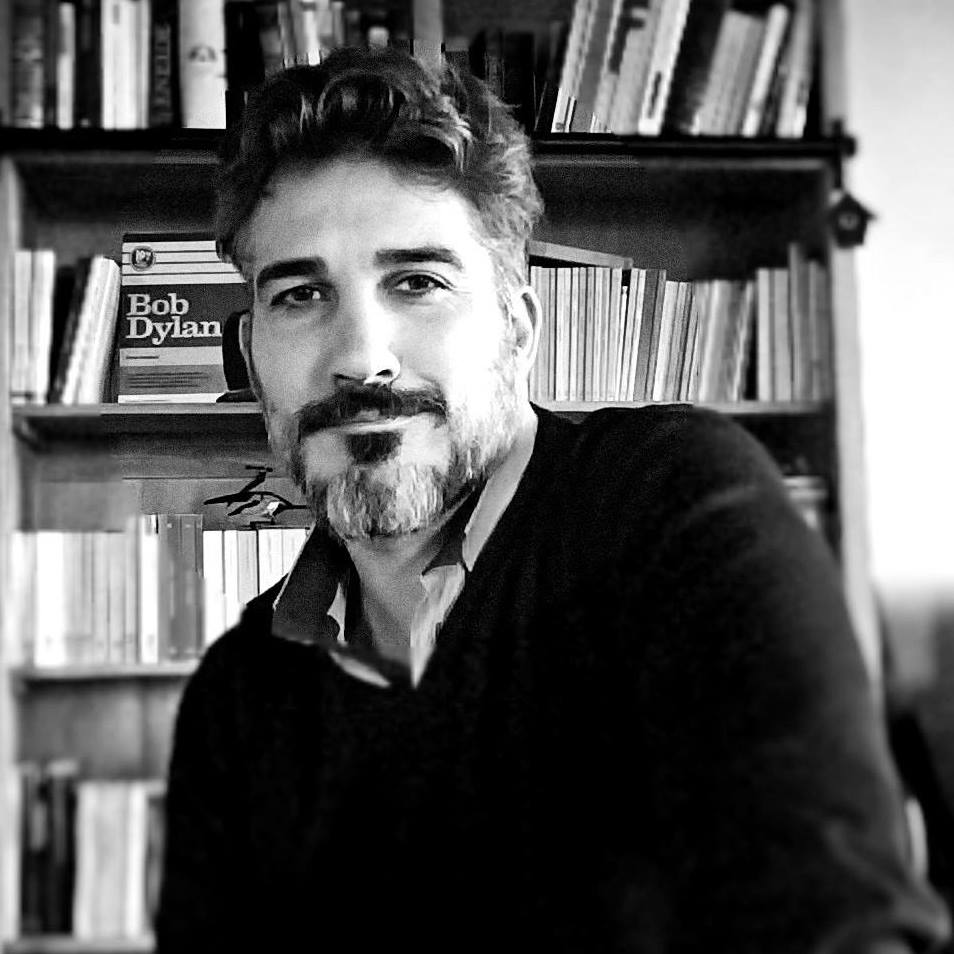
Adamo Antonacci - Regista e Sceneggiatore -

Adamo Antonacci (Firenze, 25 marzo 1975) è un regista, sceneggiatore e attore italiano.

## Biografia
Esordisce come attore a undici anni nel teatro di Paolo Coccheri, Orazio Costa e Nicola Zavagli, prendendo parte per quattro anni consecutivi agli spettacoli realizzati presso Villa Fabbricotti come La dodicesima notte di William Shakespeare e Schegge di gioventù bruciata di Ferdinand Bruchner, con la regia e adattamento di Nicola Zavagli.
Nel 1994 si iscrive alla Facoltà di lettere e Filosofia indirizzo Storia e Critica del Cinema. Il 1994 rappresenta anche l'anno in cui comincia a realizzare cortometraggi e numerose opere filmiche con l'artista fiorentino Alessandro Riccio, ottenendo premi, menzioni e riconoscimenti nei festival cinematografici. Dopo il conferimento da parte di Maria Grazia Cucinotta dell'Oscarino d'Oro per il cortometraggio Anima Larga, Adamo Antonacci viene contattato dalla Presidenza del Consiglio dei ministri per realizzare cinque cortometraggi a tema in cinque strutture educative italiane: il tema trattato è il rapporto tra i minori ospitati nella struttura ed il mondo esterno.
Tra il 1997 ed il 1998 affina gli studi frequentando il Corso di regia presso la Scuola Cinematografica IMMAGINA del regista Giuseppe Ferlito. Terminati gli studi si avvicina al mondo dei videoclip e videodanza, realizzando con Romina Pidone, coreografa del Ciclone, Babele e i suoi sogni, ricevendo una menzione speciale in occasione del festival Il Coreografo Elettroni-co.
Il primo incarico di direttore artistico lo ricopre nel 2000 per l'Associazione Culturale VIGO, per la quale realizza il mediometraggio Cristo Borghese, ottenendo una menzione speciale dal disegnatore Bruno Bozzetto.
Collabora nuovamente con la Presidenza del Consiglio dei ministri nel 2003, per la quale realizza quattro documentari incentrati sul tema delle adozioni internazionali. L'anno successivo gli viene invece commissionato dalla Regione Toscana un documentario sull'evento De reditu suo: sulle tracce di un'antica rotta tirrenica, da lui scritto e diretto, che ha come attore protagonista Iacopo Fo. Nel 2001 torna a collaborare con la Presidenza del Consiglio dei ministri realizzando due nuovi documentari: il primo è girato in Brasile racconta il sistema adottivo brasiliano; il secondo racconta invece il ruolo dell'Italia rispetto alle adozioni internazionali e specificatamente quelle relative al Brasile. È in questo periodo che scrive e dirige il suo primo lungometraggio: nel 2011 esce Ridere fino a volare, che vede tra i protagonisti Carlo Monni, Sergio Forconi e Cristiano Militello. 
Nel 2014 diviene Amministratore Delegato della Stranemani International srl, ruolo che riveste ancora: la società si occupa di produzione di cartoni animati, film, spot, videoclip, serie tv, mostre.
Nel 2016 crea e cura la mostra fotografica "Divine Creature", un ambizioso progetto che coniuga pittura, fotografia e disabilità, esposto al Museo dell’Opera del Duomo di Firenze e in seguito presso i Musei Vaticani, a Città del Vaticano. Prodotta dalla Stranemani International, la mostra Divine Creature ospita una selezione di dieci celebri opere d’arte sacra, che illustrano la vicenda umana di Cristo - dall’Incarnazione nel grembo virginale di Maria fino alla cena in Emmaus - avvalendosi di modelli portatori di handicap.
Dal 2018 al 2019 ve realizzato dal Stranemani International srl, una serie di progetti tra cui spiccano il teaser di una serie per ragazzi chiamata "Crash Casanova, ogni giorno un superpotere diverso" e sempre un teaser per "DEVIL LU" che è invece indirizzato ad un pubblico già adulto dove la satira la fa da padrone, in entrambi i lavori Antonacci si avvale della musica del compositore fiorentino Carlo Chiarotti.
Nel 2022 dopo più di un anno di lavorazione esce il Film documentario "I Mille cancelli di Filippo", la storia di Filippo Zoi, un ragazzo con autismo di 25 anni con la passione per il disegno.
Infatti disegna migliaia di porte e cancelli che ha visto, cancelli e porte che elenca periodicamente ai suoi genitori.
Nel 2024 ha esposto la mostra Luce da Luce - Madonne con Bambino presso il Cenacolo di Santa Croce a Firenze. La mostra, realizzata in collaborazione con il fotografo Massimo Sestini, si concentra sulla ricostruzione di sei celebri opere d’arte, reinterpretate attraverso fotografie che ritraggono bambini con disabilità e le loro madri.

Lavori del regista:
- 1994  - Anima Larga  -    premio "Oscarino d'oro".
- 1997  – "coreografa del Ciclone, Babele e i suoi sogni"
- 2000  – "Cristo Borghese" per l'Associazione Culturale VIGO.
- 2003 – Presidenza del Consiglio dei ministri,  realizza quattro documentari incentrati sul tema delle adozioni internazionali.
- 2004 –  "De reditu suo"Regione Toscana un documentario: sulle tracce di un'antica rotta tirrenica, da lui scritto e diretto, che ha come attore protagonista Iacopo Fo.
- 2011 – Ridere fino a volare, che vede tra i protagonisti Carlo Monni, Sergio Forconi e Cristiano Militello.
- 2016  –  Mostra fotografica "Divine Creature", un ambizioso progetto che coniuga pittura, fotografia e disabilità, esposto al Museo dell’Opera del Duomo di Firenze e in seguito presso i Musei Vaticani, a Città del Vaticano.
- 2018  – "Crash Casanova, ogni giorno un super potere diverso" corto animato con lo studio Stranemani International srl, con le musiche di Carlo Chiarotti.
- 2019  – "Devil Lu" corto animato con lo studio Stranemani International srl, con le musiche di Carlo Chiarotti.
- 2022  – "I Mille cancelli di Filippo" film documentario sull'autismo, Produzione di Alessandro Salorni di Larione10, scrittura e direzione di Adamo Antonacci. con le musiche originali di Carlo Chiarotti.
- 2024 - Mostra Luce da Luce, Madonne con Bambino presso il Cenacolo di Santa Croce a Firenze.